# Allocosa umtalica
Allocosa umtalica este o specie de păianjeni din genul Allocosa, familia Lycosidae. A fost descrisă pentru prima dată de Purcell, 1903. Conform Catalogue of Life specia Allocosa umtalica nu are subspecii cunoscute.